# Pfarrkirche St. Georgen im Attergau

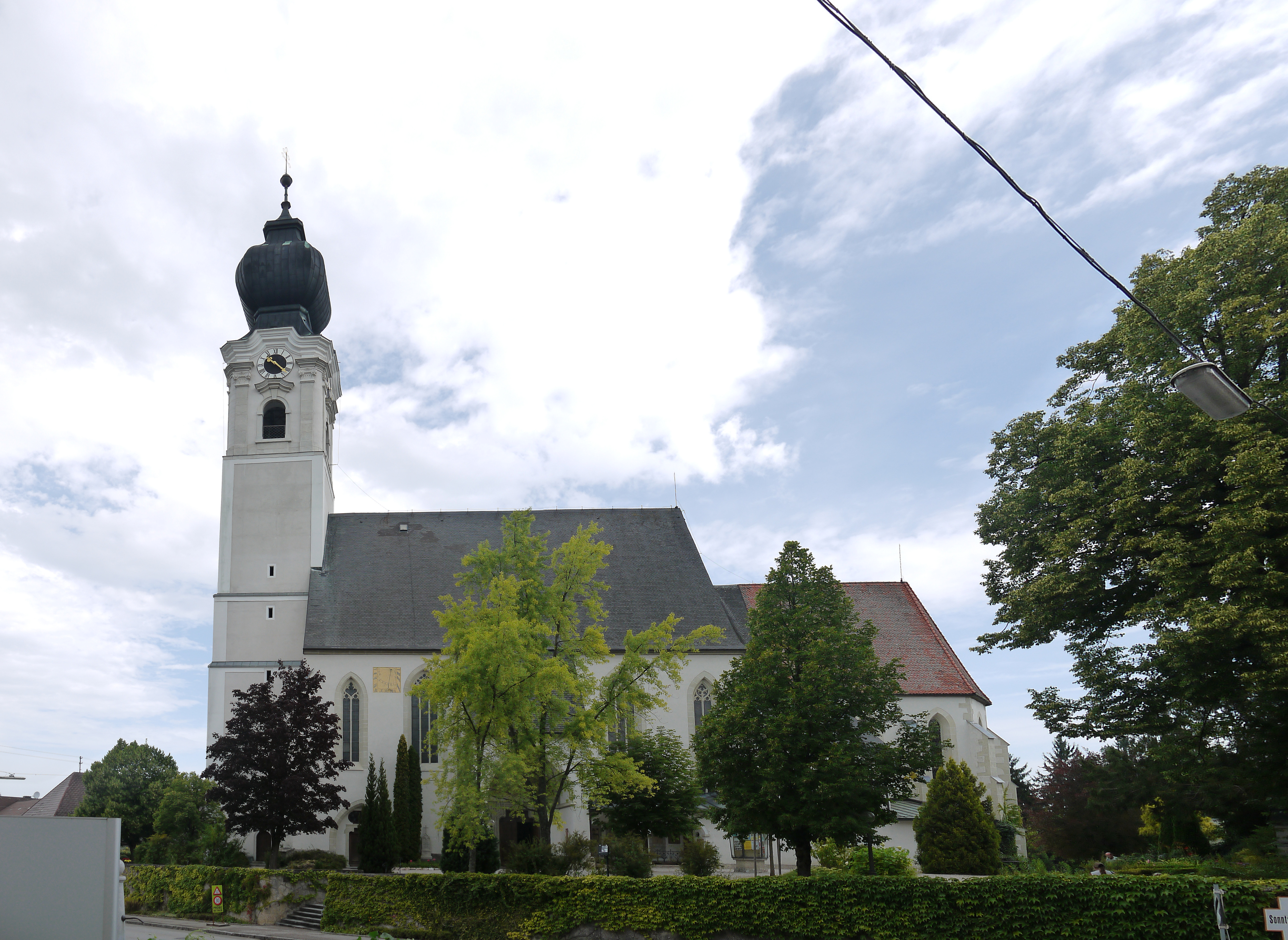
Katholische Pfarrkirche hl. Georg in St. Georgen im Attergau

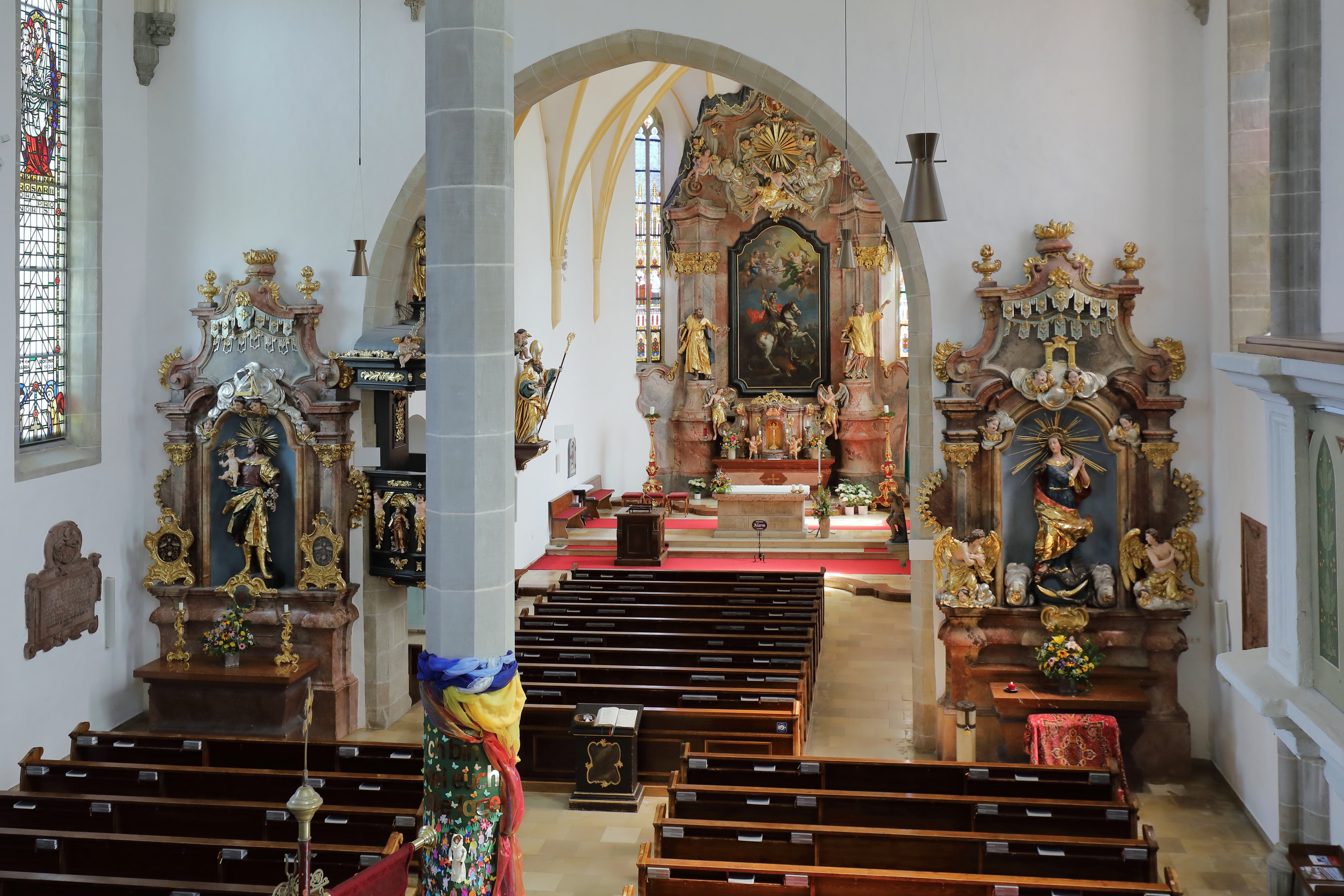
Innenansicht in Richtung Hochaltar

Die römisch-katholische Pfarrkirche St. Georgen im Attergau steht in der Gemeinde St. Georgen im Attergau im Bezirk Vöcklabruck in Oberösterreich. Sie ist dem heiligen Georg geweiht und gehört zum Dekanat Frankenmarkt in der Diözese Linz. Das Bauwerk samt dem explizit erwähnten Kriegerdenkmal steht unter Denkmalschutz (Listeneintrag).

## Geschichte
Die gotische Kirche wurde in mehreren Bauphasen ab 1400 errichtet. Das Langhaus wurde um 1500 durch die Attergauer Bauhütte, wahrscheinlich unter der Mitwirkung von Stephan Wultinger, errichtet. Die Westempore dürfte erst Mitte des 16. Jahrhunderts in das Kirchenschiff vorgezogen worden sein. In den Jahren 2013 und 2014 wurde der gesamte Innenraum einer Renovierung unterzogen. Eine vorausgehende Befundsicherung fand 2012 durch das Bundesdenkmalamt statt.

## Architektur
Kirchenäußeres
Die Pfarrkirche ist eine spätgotische Hallenkirche. Der Westturm von 1114 wurde nach dem Brand von 1719 durch Jakob Perwanger in den Jahren 1722 und 1723 erneuert und erhöht. Der Zwiebelhelm stammt von 1823. Das spätgotische Südportal hat eine netzrippengewölbte Vorhalle. Das Westportal weist spätgotische Gewände auf.
Kircheninneres
Das Langhaus ist eine zweischiffige Hallenkirche mit beeindruckender Raumhöhe. Das Langhaus ist fünfjochig, darüber ist Gewölbe#Netzrippengewölbe. Das westliche Joch ist die Liebfrauenkapelle, die 3½-jochig ist. Darüber ist die Empore. Der netzrippengewölbte Chor ist dreijochig und hat einen 3/8-Schluss. Die vierachsige Westempore ruht auf Netzrippengewölbe mit romanischen Kapitellen. Die zweijochige Kreuzkapelle nördlich des Chores wurde 1728 errichtet und ist kreuzgratgewölbt.

## Ausstattung

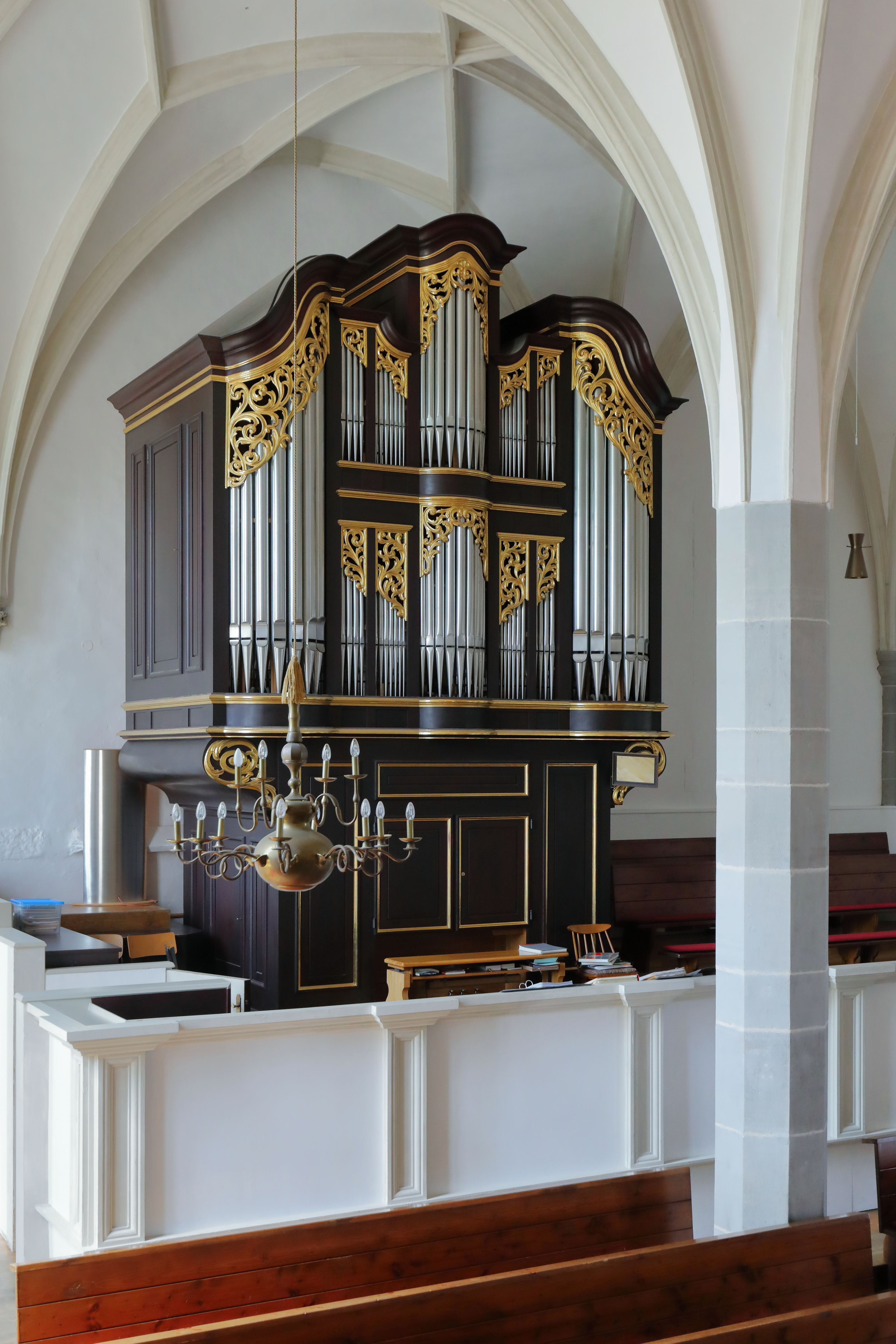
Orgel

Die Inneneinrichtung stammt aus der Barockzeit, wobei man zwei verschiedene stilistische Phasen unterscheiden kann. Von einer ersten Barockisierung sind die Kanzel (1709, vom Mondseer Bildhauer Meinrad Guggenbichler) sowie einige Statuen (die Pietà in der Beichtkapelle, die beiden anbetenden Engel auf dem rechten Seitenaltar) erhalten geblieben. Man beachte insbesondere die Figur des „Guten Hirten“ auf dem Schalldeckel der Kanzel, die in ihrer leicht gebeugten Haltung auf die räumlichen Gegebenheiten perfekt abgestimmt ist.
Der Hochaltar und die beiden Seitenaltäre wurden später errichtet und sind durch die Verwendung von Stuckmarmor und Stucktraperien dem sogenannten „höfischen Stil“' zuzuordnen. Auf dem Hochaltar, der 1753 vom Schörflinger Stukkateur Franz Josef Holzinger errichtet wurde, zeigt das Altarbild von Bartolomeo Altomonte den heiligen Georg, als Drachentöter.
In den Volksaltar wurden Steine aus dem 1435 geweihten gotischen Altar eingemauert. In der 1728 nördlich des Chores angebauten Kreuzkapelle befindet sich eine überlebensgroße Kreuzigungsgruppe aus dem Umkreis der Guggenbichler-Werkstatt.

## Orgel
Die zweimanualige Pirchner-Orgel von 1991 mit 21 Registern befindet sich in einem Gehäuse, das stilistisch auf die Kanzel abgestimmt ist.

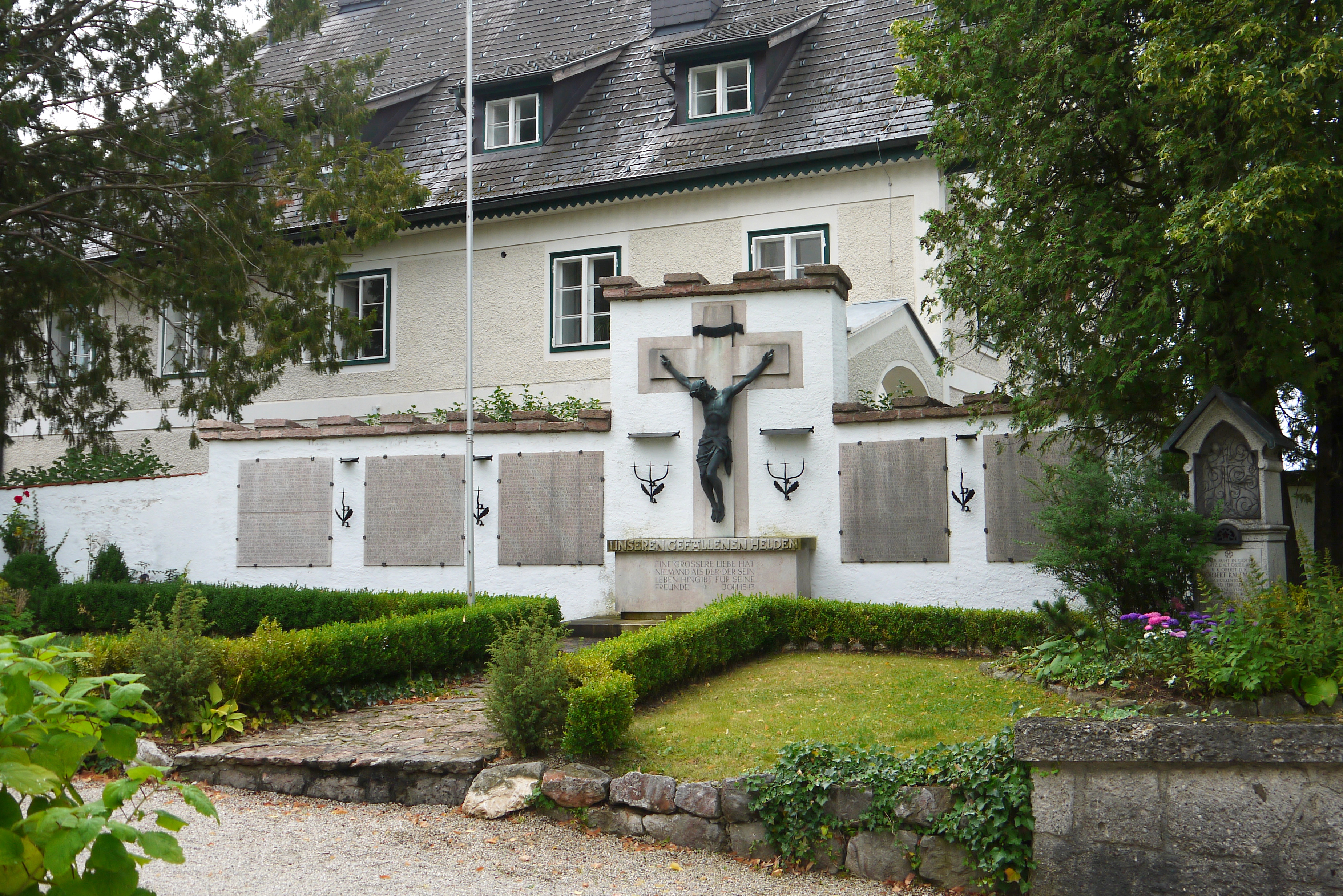
Kriegerdenkmal